# Walid Abu Sarhaoui
Walid Abu Saharaui, también Adnan Abu Walid Al Sahraoui, es el alias de Lehbib Ould Ali Ould Saïd Ould Bachir o Lehbib Uld Ali Uld Said Uld Bachir, (El Aaiún (Sahara español) 16 de febrero de 1973 - agosto de 2021) fue un yihadista saharaui líder del Estado Islámico en el Gran Sáhara que en mayo de 2015 proclamó su adhesión al Estado Islámico. En 2011 participó en la fundación del MUYAO organización de la que ha sido portavoz, responsable del secuestro de dos cooperantes españoles y una italiana en Tinduf (Argelia). En 2013 se sumó a la organización Al Murabitun que entre otras acciones reivindicó el asalto al Hotel Radisson de Bamako en noviembre de 2015 en el que murieron 18 rehenes. En 2015 anunció fidelidad al Estado Islámico y en mayo creó el Estado Islámico en el Gran Sáhara (EIGS). En octubre del mismo año el Estado Islámico confirmó su presencia en el Sahel a través del grupo liderado por Sarhaoui. El 16 de septiembre de 2021 el presidente francés Emmanuel Macron anunció que había sido abatido por las fuerzas francesas en el Sahel.

## Biografía
Nació en El Aaiún, entonces Sahara español y actualmente capital del Sáhara Occidental ocupado por Marruecos. Era nieto del notable saharaui Hatri uld Said uld Yumani. En 1990 se incorporó al Frente Polisario. Realizó la instrucción militar en la Escuela Militar del Chahid El Ouali.
Vivíó en los campamentos de refugiados saharauis de la Wilaya de El Aaiún en la Daira del Hagunía. Estudió durante tres años en universidades argelinas y hablaba tres idiomas. En contacto con la población Azawad de Mali a través del comercio se impregnó de la doctrina islamista.
Las autoridades argelinas le dieron por muerto en junio de 2013.

### Trayectoria
En los años 90 fue miembro del Frente Polisario. En 2011 fue uno de los fundadores del (Movimiento para la Unicidad y la Yihad en África Occidental (MUYAO) en el que dirigía el Consejo de la Shura.
Fue portavoz del MUYAO responsable del secuestro de los cooperantes españoles Enric Gonyalons y Ainhoa Fernández del Rincón y de la italiana Rosella Urru en los campamentos saharauis de Tinduf el 23 de octubre de 2011.
En 2013 su organización, MUYAO fue una de las fundadoras de una nueva formación: Al Murabitun. 
En mayo de 2015 Walid Abu Sarhaoui realizó una grabación proclamando la adhesión de Al Murabitun al Estado Islámico sin embargo dos días después, el principal líder de la organización, Mokhtar Belmokhtar desautorizó su declaración y renovó la fidelidad de la organización a Al Qaeda.
El 19 de mayo de 2015 Abu Sarhaoui en nombre de Al Murabitun envía una grabación a la web mauritana Al Akhbar en la que reivindica el secuestro el 4 de abril de Iulian Gherghut, un oficial de seguridad rumano, en Tambao, en el norte de Burkina Faso y termina el mensaje reafirmando su alianza con el Estado Islámico.
En junio de 2015 el diario El Watan informó que según fuentes de los servicios de seguridad argelinos se produjo un enfrentamiento en el norte Mali, cerca de Gao, entre miembros del Al Murabitun y grupos de Al Qaeda en el que murieron 14 combatientes de esta formación y en los que habría resultado gravemente herido. Según la misma información los argelinos de las tribus tuareg de los Imuhars a la que pertenecen la mayoría de los jefes de Al Murabitun y de MUYAO confirmaron la muerte de Tari Uld Khalil (Siaf al Ansari), un miembro muy activo de MUYAO.
En contacto con el "Estado Islámico en África del Oeste" dirigido por Abou Mosab al-Barnaoui intenta extender su zona de acción e influencia hacia el este en dirección a Nigeria. El 24 de febrero de 2017 el EIGS reivindica el ataque a Tilwa llevado a cabo el 22 de febrero contra el ejército de Nigeria, el grupo afirma que la operación ha sido directamente organizada y dirigida por Al-Sahraoui.
El 1 de junio de 2017 tras un ataque contra un puesto militar en Abala, en Níger, los yihadistas del EI se repliegan a Mali pero son atacados por el ejército de Malí, el ejército francés y las milicias tuaregs del GATIA y del Movimiento por la Salvación del Azawad (MSA). En respuesta Al Sahraoui acusa en una carta a los tuaregs imghad y daoussahak de ser cómplices de Francia y de Níger. Amenaza de manera particular a los líderes del MSA y del GATIA Moussa Ag Acharatoumane y El Hadj Ag Gamou.
En enero de 2018 reivindica una serie de ataques contra las fuerzas francesas Barkhne en Malí y las que el 4 de octubre de 2017 costaron la vida a cuatro miembros de las fuerzas especiales estadounidenses y a cuatro soldados de Nigeria. Un portavoz del EIGS aseguró que el grupo mantiene su alianza con el Estado Islámico.
Se atribuye a la decisión personal de Abu Walid el asesinato de seis trabajadores humanitarios franceses y su guía y conductor nigeriano en agosto de 2020.
El 16 de septiembre de 2021 el presidente francés Emmanuel Macron anunció en Twitter que había sido "neutralizado por las fuerzas francesas".